# Pectinariophyes reticulata
Pectinariophyes reticulata är en insektsart som först beskrevs av Spangberg 1878.  Pectinariophyes reticulata ingår i släktet Pectinariophyes och familjen Machaerotidae. Inga underarter finns listade i Catalogue of Life.